# 미쓰카와 가메타로
미쓰카와 가메타로(일본어: 満川亀太郎, 1888년 1월 8일 ~ 1936년 5월 12일)는 일본의 언론인, 아시아학자, 사상가이다. 오사카부 출신으로 와세다 대학 중퇴 후 신문 기자를 거쳐 로소카이(老壮会)의 논평가를 지냈다. 오카와 슈메이, 기타 잇키와 함께 유존사(猶存社)를 결성했다.
유존사 해산 후에는 지행사(行地社) 소속이었고 주로 범아시아주의에 입각한 국가 개조를 지향했다. 다쿠쇼쿠 대학 교수. 아시아주의자 민족주의자 정관군부 외에도 사회주의자, 민주당계 정치가들과도 교류했다. 오카와와 기타 잇키는 사상적으로 반대에 위치했지만 행동을 같이했던 것은 미츠카와가 사이에 있었기 때문이다.
1919년 5월 왜 볼셰비키를 적으로 삼는가「何故に過激派を敵とする乎」라는 글을 쓰고 소련 정부를 승인하길 촉구했다.

## 저서와 문헌
- 1921 『奪われたるアジア』 빼앗긴 아시아 / 歴史的地域研究と思想的批評
- 1935 『三国干渉以後』 삼국간섭 이후 / 하세가와 유이치 해설
- 『ユダヤ禍の迷妄』
- 『満川亀太郎－地域・地球事情の啓蒙者』 / 평전

## 같이 보기
- 기타 잇키
- 오카와 슈메이
- 일본개조법안대강